# Gerhard Laber
Gerhard Laber (* 1946 in Salzburg) ist ein österreichischer Musiker und perkussiver Klangperformer.

## Leben
Von 1978 bis 1983 gab er Jazzseminare an der Akademie Remscheid, war fast zeitgleich zwischen 1980 und 1995 Dozent am Studienzentrum für zeitgenössische Musik Burghausen und 1979–2007 Lehrer für percussive Instrumentalisation am oberösterreichischen Landesmusikschulwerk, anschließend 2007–2012 Dozent für Rhythmik für klassische Musiker „Rhythmus und Fantasie“ in Mühldorf am Inn
2009 leitete zusammen mit Werner Raditschnig das Projekt „Stille“ in der Volksschule Maxglan in Zusammenarbeit mit „Toihaus“ Salzburg.
Am 16. Februar 1999 fand die Premiere des Kabarettprogramms „heimat@abend“ mit Christian Wallner, Gerhard Laber & Hannes Scheutz statt
2005 feierte er 25-jähriges Jubiläum des Kabarett MotzArt als Gründungsmitglied.

## Tonträger (Auswahl)
- Kontraste /Joe Viera Sextett (Calig Rec.) (LP)
- Computer & Jazz Projekt l /Adelhard Roidinger (Pläne) (LP)
- Sarajevo / Exclusa Salzburger Musiker helfen Nachbar in Not
- Tauto -extended music for guitar & percussion / EX 61 (LP).
- Eisenhammer /(Extraplatte) Liveperf. Salzburg von W. Raditschnig
- Der Schädel /(Extraplatte) Liveperf. Salzburg von W. Raditschnig
- Vivos Puls/(GL 01)Projekt Laber/Raditschnig (Rockhouse Salzburg)
- Woher kommt der Klang? /Doku Film von Hermann Peseckas über fünf Salzburger Künstler.
- Tröpferlbad /Musik zu Doku Film v.Sbg. Tröpferlbad (studio west)
- Hörstoff 16! 33!! 45!!! 78!!!! +1 projekt karambolage - perkussive musik / solo doppel CD (ein_klang rec. 07)
- Schall & rauch, Wolfgang Kindermann & Kommissar Hjuler und Frau
- Spr_che / Str_fe, mit Franz Graf, Mama Baer und Kommissar Hjuler, Edition Amt Eisenberg, Wien